# Торонто Мейпл Лифс в сезоне 2012/2013
Сезон 2012-2013 стал для «Торонто» 96 по счету в НХЛ. Из-за локаута сезон начался в январе и состоял всего из 48 игр вместо 82.

## Межсезонье
Из-за начавшегося локаута несколько игроков «Торонто» начали сезон в европейских клубах, в том числе и в КХЛ.
- Коди Франсон — «Брюнес»
- Николай Кулёмин — «Металлург» Магнитогорск[1]
- Кларк Макартур — ХТК Криммичау
- Джоффри Лупул — «Автомобилист» Екатеринбург[2]
- Михаил Грабовский — ЦСКА Москва[3]
- Карл Гуннарссон — Эребру ХК
- Лео Комаров — «Динамо» Москва[4]

Игроки, у которых были двусторонние контракты, выступали в АХЛ за фарм-клуб «Мейпл Лифс» — «Торонто Марлис».
2 ноября было объявлено, что лига отменяет из-за локаута матч «Зимней классики», который должен был пройти 1 января на «Мичиган Стэдиум» с участием «Торонто Мейпл Лифс» и «Детройт Ред Уингз».
9 января 2013 года был отправлен в отставку генеральный менеджер «Торонто» Брайан Бурк. Новым генеральным менеджером стал его помощник Дэйв Нонис.

## Регулярный сезон
За день до начала регулярного сезона стало известно, что нападающий Тим Коннолли был выставлен на драфт отказов. Как пояснил генеральный менеджер Дэйв Нонис, это было связано с тем, что Коннолли не подходит под игровую систему главного тренера Рэнди Карлайла. Ни один клуб не забрал Коннолли с драфта отказов, и он весь оставшийся сезон провел в АХЛ в клубе «Торонто Марлис».
29 января перелом руки получил один из лидеров команды Джоффри Лупул и выбыл из строя как минимум на 6 недель.
Из-за травмы две недели в конце марта — начале апреля пропустил другой форвард — Лео Комаров.
8 апреля было объявлено, что матч «Зимней классики», который должен был пройти 1 января 2013 года, перенесен на следующий сезон и состоится 1 января 2014 года. В этом матче, как и планировалось ранее, сыграют «Торонто Мейпл Лифс» и «Детройт Ред Уингз».

## Плей-офф
«Торонто» вышел в плей-офф впервые с 2004 года. «Мейпл Лифс» стал единственным клубом НХЛ, который ни разу не играл в плей-офф в промежутке между двумя локаутами 2004—05 и 2012.
Соперником «Торонто» по четвертьфиналу стал «Бостон Брюинз», занявший четвертое место в Восточной конференции и поэтому имевший преимущество своего льда. В итоге «Бостон» победил по сумме семи матчей (4—3), победную шайбу в овертайме седьмого матча забросил Патрис Бержерон.

## Прочее
«Торонто» стал самым дорогим клубом НХЛ по версии журнала «Форбс». Его стоимость оценили в 1 миллиард долларов.

## Турнирное положение

### В Восточной конференции
| 1  | Питтсбург Пингвинз* | 48 | 36 | 12 | 0  | 165 | 119 | 72 |  |  |
| 2  | Монреаль Канадиенс* | 48 | 29 | 14 | 5  | 149 | 126 | 63 |  |  |
| 3  | Вашингтон Кэпиталз* | 48 | 27 | 18 | 3  | 149 | 130 | 57 |  |  |
| 4  | Бостон Брюинз       | 48 | 28 | 14 | 6  | 131 | 109 | 62 |  |  |
| 5  | Торонто Мейпл Лифс  | 48 | 26 | 17 | 5  | 145 | 133 | 57 |  |  |
| 6  | Нью-Йорк Рейнджерс  | 48 | 26 | 18 | 4  | 130 | 112 | 56 |  |  |
| 7  | Оттава Сенаторз     | 48 | 25 | 17 | 6  | 116 | 104 | 56 |  |  |
| 8  | Нью-Йорк Айлендерс  | 48 | 24 | 17 | 7  | 139 | 139 | 79 |  |  |
|    |                     |    |    |    |    |     |     |    |  |  |
| 9  | Виннипег Джетс      | 48 | 24 | 21 | 3  | 128 | 144 | 51 |  |  |
| 10 | Филадельфия Флайерз | 48 | 23 | 22 | 3  | 133 | 141 | 49 |  |  |
| 11 | Нью-Джерси Девилз   | 48 | 19 | 19 | 10 | 112 | 129 | 48 |  |  |
| 12 | Баффало Сейбрз      | 48 | 21 | 21 | 6  | 125 | 143 | 48 |  |  |
| 13 | Каролина Харрикейнз | 48 | 19 | 25 | 4  | 128 | 160 | 42 |  |  |
| 14 | Тампа-Бэй Лайтнинг  | 48 | 18 | 26 | 4  | 148 | 150 | 40 |  |  |
| 15 | Флорида Пантерз     | 48 | 15 | 27 | 6  | 112 | 171 | 36 |  |  |

* – лидеры дивизионов

### В Северо-восточном дивизионе
| # | Команда             | И  | В  | П  | ПО | ШЗ  | ШП  | Очки |
| - | ------------------- | -- | -- | -- | -- | --- | --- | ---- |
| 1 | Монреаль Канадиенс* | 48 | 29 | 14 | 5  | 149 | 126 | 63   |
| 2 | Бостон Брюинз*      | 48 | 28 | 14 | 6  | 131 | 109 | 62   |
| 3 | Торонто Мейпл Лифс* | 48 | 26 | 17 | 5  | 145 | 133 | 57   |
| 4 | Оттава Сенаторз*    | 48 | 25 | 17 | 6  | 116 | 104 | 56   |
| 5 | Баффало Сейбрз      | 48 | 21 | 21 | 6  | 125 | 143 | 48   |

* — попадание в плей-офф

## Расписание матчей и результаты

### Регулярный сезон
| 19 января 2013 | Монреаль Канадиенс | 1 — 2 (0—1, 0—1, 1—0) | Торонто Мейпл Лифс | Белл Центр Зрителей: 21 273 |

| Отчёт                                  | Отчёт             | Отчёт                                                        | Отчёт        | Отчёт                                                                     |
| -------------------------------------- | ----------------- | ------------------------------------------------------------ | ------------ | ------------------------------------------------------------------------- |
|                                        |                   |                                                              |              |                                                                           |
|                                        | Кэри Прайс        | Вратари                                                      | Бен Скривенс | Судьи: Брэд Мейер Брэд Уотсон Линейные судьи: Дон Хендерсон Лонни Кэмерон |
|                                        | Голы:             |                                                              |              | Судьи: Брэд Мейер Брэд Уотсон Линейные судьи: Дон Хендерсон Лонни Кэмерон |
| Джионта (Плеканец, Диас) (бол) — 53:51 | 0 — 1 0 — 2 1 — 2 | 04:51 — Кадри (Кессел, Костка) 28:12 — Бозак (Кессел, Фанёф) |              | Судьи: Брэд Мейер Брэд Уотсон Линейные судьи: Дон Хендерсон Лонни Кэмерон |
|                                        |                   |                                                              |              | Судьи: Брэд Мейер Брэд Уотсон Линейные судьи: Дон Хендерсон Лонни Кэмерон |
|                                        |                   |                                                              |              | Судьи: Брэд Мейер Брэд Уотсон Линейные судьи: Дон Хендерсон Лонни Кэмерон |
|                                        |                   |                                                              |              | Судьи: Брэд Мейер Брэд Уотсон Линейные судьи: Дон Хендерсон Лонни Кэмерон |
| 15 мин                                 | Штраф             | 15 мин                                                       |              | Судьи: Брэд Мейер Брэд Уотсон Линейные судьи: Дон Хендерсон Лонни Кэмерон |
|                                        |                   |                                                              |              |                                                                           |
|                                        | 22                | Броски                                                       | 26           |                                                                           |

| 21 января 2013 | Торонто Мейпл Лифс | 1 — 2 (0—1, 0—1, 1—0) | Баффало Сейбрз | Эйр Канада-центр Зрителей: 19 475 |

| Отчёт                               | Отчёт             | Отчёт                                                           | Отчёт        | Отчёт                                                                           |
| ----------------------------------- | ----------------- | --------------------------------------------------------------- | ------------ | ------------------------------------------------------------------------------- |
|                                     |                   |                                                                 |              |                                                                                 |
|                                     | Бен Скривенс      | Вратари                                                         | Райан Миллер | Судьи: Брайан Почмара Дэн О’Хэллоган Линейные судьи: Дерек Нансен Давид Брисбуа |
|                                     | Голы:             |                                                                 |              | Судьи: Брайан Почмара Дэн О’Хэллоган Линейные судьи: Дерек Нансен Давид Брисбуа |
| Кадри (Костка, Бозак) (бол) — 58:18 | 0 — 1 0 — 2 1 — 2 | 08:51 — Ходжсон (Эрхофф, Поминвилль) 24:51 — Поминвилль (Ванек) |              | Судьи: Брайан Почмара Дэн О’Хэллоган Линейные судьи: Дерек Нансен Давид Брисбуа |
|                                     |                   |                                                                 |              | Судьи: Брайан Почмара Дэн О’Хэллоган Линейные судьи: Дерек Нансен Давид Брисбуа |
|                                     |                   |                                                                 |              | Судьи: Брайан Почмара Дэн О’Хэллоган Линейные судьи: Дерек Нансен Давид Брисбуа |
|                                     |                   |                                                                 |              | Судьи: Брайан Почмара Дэн О’Хэллоган Линейные судьи: Дерек Нансен Давид Брисбуа |
| 30 мин                              | Штраф             | 38 мин                                                          |              | Судьи: Брайан Почмара Дэн О’Хэллоган Линейные судьи: Дерек Нансен Давид Брисбуа |
|                                     |                   |                                                                 |              |                                                                                 |
|                                     | 35                | Броски                                                          | 20           |                                                                                 |

| 23 января 2013 | Питтсбург Пингвинз | 2 — 5 (1—0, 1—3, 0—2) | Торонто Мейпл Лифс | Консол Энерджи-центр Зрителей: 18 641 |

| Отчёт                                                        | Отчёт                                     | Отчёт | Отчёт         | Отчёт                                                                         |
| ------------------------------------------------------------ | ----------------------------------------- | --- | ------------- | ----------------------------------------------------------------------------- |
|                                                              |                                           | |               |                                                                               |
|                                                              | Марк-Андре Флёри                          | Вратари | Джеймс Раймер | Судьи: Келли Сатерлэнд Числан Хэберт Линейные судьи: Шейн Хейер Давид Брисбуа |
|                                                              | Голы:                                     | |               | Судьи: Келли Сатерлэнд Числан Хэберт Линейные судьи: Шейн Хейер Давид Брисбуа |
| Малкин (Кросби, Летанг) (бол) — 18:51 Кросби (Дюпуи) — 27:17 | 1 — 0 1 — 1 1 — 2 2 — 2 2 — 3 2 — 4 2 — 5 | 23:09 — Макартур (Кадри, Кулёмин) 26:48 — ван Римсдайк (Кулёмин, Грабовский) 34:34 — ван Римсдайк 45:18 — Грабовский (Кулёмин, ван Римсдайк) 48:59 — Бозак (Макартур, Костка) (бол) |               | Судьи: Келли Сатерлэнд Числан Хэберт Линейные судьи: Шейн Хейер Давид Брисбуа |
|                                                              |                                           | |               | Судьи: Келли Сатерлэнд Числан Хэберт Линейные судьи: Шейн Хейер Давид Брисбуа |
|                                                              |                                           | |               | Судьи: Келли Сатерлэнд Числан Хэберт Линейные судьи: Шейн Хейер Давид Брисбуа |
|                                                              |                                           | |               | Судьи: Келли Сатерлэнд Числан Хэберт Линейные судьи: Шейн Хейер Давид Брисбуа |
| 31 мин                                                       | Штраф                                     | 15 мин |               | Судьи: Келли Сатерлэнд Числан Хэберт Линейные судьи: Шейн Хейер Давид Брисбуа |
|                                                              |                                           | |               |                                                                               |
|                                                              | 30                                        | Броски | 24            |                                                                               |

| 24 января 2013 | Торонто Мейпл Лифс | 4 — 7 (3—1, 0—2, 1—4) | Нью-Йорк Айлендерс | Эйр Канада-центр Зрителей: 19 125 |

| Отчёт | Отчёт                                                             | Отчёт | Отчёт           | Отчёт                                                                       |
| --- | ----------------------------------------------------------------- | --- | --------------- | --------------------------------------------------------------------------- |
| |                                                                   | |                 |                                                                             |
| | Бен Скривенс Джеймс Раймер                                        | Вратари | Евгений Набоков | Судьи: Кевин Поллок Числан Хеберт Линейные судьи: Марк Шевчук Лонни Кэмерон |
| | Голы:                                                             | |                 | Судьи: Кевин Поллок Числан Хеберт Линейные судьи: Марк Шевчук Лонни Кэмерон |
| Гуннарссон (Франсон) — 02:12 Кадри (Лайлз, Фрэттин) — 09:44 Грабовский (Фрэттин, Гуннарссон) — 12:48 Фрэттин (Кадри, Гуннарссон) — 57:47 | 1 — 0 1 — 1 2 — 1 3 — 1 3 — 2 3 — 3 3 — 4 3 — 5 3 — 6 4 — 6 4 — 7 | 08:39 — Моулсон (Таварес) 31:44 — Штрайт (Бойс, Таварес) (бол) 33:10 — Бойс (Нильсен, Грабнер) 43:23 — Грабнер (Бойс, Нильсен) 44:35 — Окойн (Улльстрём, Макдональд) 51:20 — Моулсон 58:50 — Грабнер (пус) |                 | Судьи: Кевин Поллок Числан Хеберт Линейные судьи: Марк Шевчук Лонни Кэмерон |
| |                                                                   | |                 | Судьи: Кевин Поллок Числан Хеберт Линейные судьи: Марк Шевчук Лонни Кэмерон |
| |                                                                   | |                 | Судьи: Кевин Поллок Числан Хеберт Линейные судьи: Марк Шевчук Лонни Кэмерон |
| |                                                                   | |                 | Судьи: Кевин Поллок Числан Хеберт Линейные судьи: Марк Шевчук Лонни Кэмерон |
| 4 мин | Штраф                                                             | 10 мин |                 | Судьи: Кевин Поллок Числан Хеберт Линейные судьи: Марк Шевчук Лонни Кэмерон |
| |                                                                   | |                 |                                                                             |
| | 43                                                                | Броски | 34              |                                                                             |

| 26 января 2013 | Нью-Йорк Рейнджерс | 5 — 2 (0—2, 1—0, 4—0) | Торонто Мейпл Лифс | Мэдисон Сквэр Гарден Зрителей: 17 200 |

| Отчёт | Отчёт                                     | Отчёт                                                                      | Отчёт         | Отчёт                                                                             |
| --- | ----------------------------------------- | -------------------------------------------------------------------------- | ------------- | --------------------------------------------------------------------------------- |
| |                                           |                                                                            |               |                                                                                   |
| | Хенрик Лундквист                          | Вратари                                                                    | Джеймс Раймер | Судьи: Фрэнсис Шаррон Дэн О’Хэллоган Линейные судьи: Грег Деворски Мэтт Макферсон |
| | Голы:                                     |                                                                            |               | Судьи: Фрэнсис Шаррон Дэн О’Хэллоган Линейные судьи: Грег Деворски Мэтт Макферсон |
| Ричардс (Габорик, Нэш) — 25:43 Стаал (Дель Зотто, Габорик) — 27:36 Габорик (Стаал, Ричардс) — 32:57 Бойл (Дель Зотто, Степан) — 17:08 Габорик (Нэш, Жирарди) )пус) — 18:45 | 0 — 1 0 — 2 1 — 2 2 — 2 3 — 2 4 — 2 5 — 2 | 06:25 — Грабовский (Лайлз, Кулёмин) 17:15 — ван Римсдайк (Лайлз, Макартур) |               | Судьи: Фрэнсис Шаррон Дэн О’Хэллоган Линейные судьи: Грег Деворски Мэтт Макферсон |
| |                                           |                                                                            |               | Судьи: Фрэнсис Шаррон Дэн О’Хэллоган Линейные судьи: Грег Деворски Мэтт Макферсон |
| |                                           |                                                                            |               | Судьи: Фрэнсис Шаррон Дэн О’Хэллоган Линейные судьи: Грег Деворски Мэтт Макферсон |
| |                                           |                                                                            |               | Судьи: Фрэнсис Шаррон Дэн О’Хэллоган Линейные судьи: Грег Деворски Мэтт Макферсон |
| 18 мин | Штраф                                     | 18 мин                                                                     |               | Судьи: Фрэнсис Шаррон Дэн О’Хэллоган Линейные судьи: Грег Деворски Мэтт Макферсон |
| |                                           |                                                                            |               |                                                                                   |
| | 42                                        | Броски                                                                     | 17            |                                                                                   |

| 29 января 2013 | Баффало Сейбрз | 3 — 4 (ОТ) (1—1, 1—2, 1—0, 0—1) | Торонто Мейпл Лифс | Фёрст Ниагара-центр Зрителей: 18 801 |

| Отчёт | Отчёт                                     | Отчёт | Отчёт         | Отчёт                                                                       |
| --- | ----------------------------------------- | --- | ------------- | --------------------------------------------------------------------------- |
| |                                           | |               |                                                                             |
| | Райан Миллер                              | Вратари | Джеймс Раймер | Судьи: Грег Киммерли Крис Руни Линейные судьи: Брэд Ковальчик Грег Деворски |
| | Голы:                                     | |               | Судьи: Грег Киммерли Крис Руни Линейные судьи: Брэд Ковальчик Грег Деворски |
| Поминвилль (Фолиньо, Ванек) (бол) — 14:28 Секера (Стаффорд, Эрхофф) — 22:28 Григоренко (Уэбер, Фолиньо) — 47:10 | 0 — 1 1 — 1 2 — 1 2 — 2 2 — 3 3 — 3 3 — 4 | 09:25 — Макклемент (Кадри, Кулёмин) 23:40 — Фрэттин (Франсон, Комаров), 26:21 — Франсон (Кессел, Бозак), 64:58 — Фрэттин (Лайлз) |               | Судьи: Грег Киммерли Крис Руни Линейные судьи: Брэд Ковальчик Грег Деворски |
| |                                           | |               | Судьи: Грег Киммерли Крис Руни Линейные судьи: Брэд Ковальчик Грег Деворски |
| |                                           | |               | Судьи: Грег Киммерли Крис Руни Линейные судьи: Брэд Ковальчик Грег Деворски |
| |                                           | |               | Судьи: Грег Киммерли Крис Руни Линейные судьи: Брэд Ковальчик Грег Деворски |
| 21 мин | Штраф                                     | 9 мин |               | Судьи: Грег Киммерли Крис Руни Линейные судьи: Брэд Ковальчик Грег Деворски |
| |                                           | |               |                                                                             |
| | 32                                        | Броски | 24            |                                                                             |

| 31 января 2013 | Торонто Мейпл Лифс | 3 — 2 (1—1, 0—1, 2—0) | Вашингтон Кэпиталз | Эйр Канада-центр Зрителей: 19 374 |

| Отчёт                                                                                                   | Отчёт                         | Отчёт                                                                    | Отчёт         | Отчёт                                                                              |
| --- | ----------------------------- | ------------------------------------------------------------------------ | ------------- | ---------------------------------------------------------------------------------- |
| |                               |                                                                          |               |                                                                                    |
| | Джеймс Раймер                 | Вратари                                                                  | Михал Нойвирт | Судьи: Фредерик Эль Экье Стив Козари Линейные судьи: Брэд Лазарович Райан Гэллоуэй |
| | Голы:                         |                                                                          |               | Судьи: Фредерик Эль Экье Стив Козари Линейные судьи: Брэд Лазарович Райан Гэллоуэй |
| ван Римсдайк (Кессел, Бозак) (бол) — 08:19 Кулёмин (Костка, Макклемент) — 47:40 Фрэттин (Кадри) — 49:53 | 0 — 1 1 — 1 1 — 2 2 — 2 3 — 2 | 01:36 — Уорд (Рибейро, Чимера) 22:38 — Овечкин (Рибейро, Бекстрём) (бол) |               | Судьи: Фредерик Эль Экье Стив Козари Линейные судьи: Брэд Лазарович Райан Гэллоуэй |
| |                               |                                                                          |               | Судьи: Фредерик Эль Экье Стив Козари Линейные судьи: Брэд Лазарович Райан Гэллоуэй |
| |                               |                                                                          |               | Судьи: Фредерик Эль Экье Стив Козари Линейные судьи: Брэд Лазарович Райан Гэллоуэй |
| |                               |                                                                          |               | Судьи: Фредерик Эль Экье Стив Козари Линейные судьи: Брэд Лазарович Райан Гэллоуэй |
| 6 мин                                                                                                   | Штраф                         | 16 мин                                                                   |               | Судьи: Фредерик Эль Экье Стив Козари Линейные судьи: Брэд Лазарович Райан Гэллоуэй |
| |                               |                                                                          |               |                                                                                    |
| | 40                            | Броски                                                                   | 22            |                                                                                    |

| 2 февраля 2013 | Торонто Мейпл Лифс | 0 — 1 (0—1, 0—0, 0—0) | Бостон Брюинз | Эйр Канада-центр Зрителей: 19 246 |

| Отчёт  | Отчёт         | Отчёт                         | Отчёт       | Отчёт                                                             |
| ------ | ------------- | ----------------------------- | ----------- | ----------------------------------------------------------------- |
|        |               |                               |             |                                                                   |
|        | Джеймс Раймер | Вратари                       | Туукка Раск | Судьи: Ян Уолш Крис Ли Линейные судьи: Брэд Лазарович Марк Шевчук |
|        | Голы:         |                               |             | Судьи: Ян Уолш Крис Ли Линейные судьи: Брэд Лазарович Марк Шевчук |
|        | 0 — 1         | 08:54 — Бурк (Келли, Певерли) |             | Судьи: Ян Уолш Крис Ли Линейные судьи: Брэд Лазарович Марк Шевчук |
|        |               |                               |             | Судьи: Ян Уолш Крис Ли Линейные судьи: Брэд Лазарович Марк Шевчук |
|        |               |                               |             | Судьи: Ян Уолш Крис Ли Линейные судьи: Брэд Лазарович Марк Шевчук |
|        |               |                               |             | Судьи: Ян Уолш Крис Ли Линейные судьи: Брэд Лазарович Марк Шевчук |
| 16 мин | Штраф         | 18 мин                        |             | Судьи: Ян Уолш Крис Ли Линейные судьи: Брэд Лазарович Марк Шевчук |
|        |               |                               |             |                                                                   |
|        | 21            | Броски                        | 34          |                                                                   |

| 4 февраля 2013 | Торонто Мейпл Лифс | 1 — 4 (1—0, 0—2, 0—2) | Каролина Харрикейнз | Эйр Канада-центр Зрителей: 19 072 |

| Отчёт                            | Отчёт                         | Отчёт | Отчёт    | Отчёт                                                                        |
| -------------------------------- | ----------------------------- | --- | -------- | ---------------------------------------------------------------------------- |
|                                  |                               | |          |                                                                              |
|                                  | Джеймс Раймер                 | Вратари | Кэм Уорд | Судьи: Грэм Скиллитер Марк Джоэннетт Линейные судьи: Скотт Черри Дерек Эмилл |
|                                  | Голы:                         | |          | Судьи: Грэм Скиллитер Марк Джоэннетт Линейные судьи: Скотт Черри Дерек Эмилл |
| Фрэттин (Кадри, Комаров) — 05:44 | 1 — 0 1 — 1 1 — 2 1 — 3 1 — 4 | 21:21 — Джордан Стаал (Дуайер, Скиннер), 30:21 — Эрик Стаал (Тлусты, Брент) (бол) 40:43 — Фолк (Скиннер, Семин) (бол) 49:58 — Дуайер (Джордан Стаал, Скиннер) |          | Судьи: Грэм Скиллитер Марк Джоэннетт Линейные судьи: Скотт Черри Дерек Эмилл |
|                                  |                               | |          | Судьи: Грэм Скиллитер Марк Джоэннетт Линейные судьи: Скотт Черри Дерек Эмилл |
|                                  |                               | |          | Судьи: Грэм Скиллитер Марк Джоэннетт Линейные судьи: Скотт Черри Дерек Эмилл |
|                                  |                               | |          | Судьи: Грэм Скиллитер Марк Джоэннетт Линейные судьи: Скотт Черри Дерек Эмилл |
| 13 мин                           | Штраф                         | 15 мин |          | Судьи: Грэм Скиллитер Марк Джоэннетт Линейные судьи: Скотт Черри Дерек Эмилл |
|                                  |                               | |          |                                                                              |
|                                  | 42                            | Броски | 39       |                                                                              |

| 5 февраля 2013 | Вашингтон Кэпиталз | 2 — 3 (1—2, 0—1, 1—0) | Торонто Мейпл Лифс | Веризон-центр Зрителей: 18 506 |

| Отчёт                                                                                | Отчёт                         | Отчёт                                                                                         | Отчёт        | Отчёт                                                                            |
| ------------------------------------------------------------------------------------ | ----------------------------- | --------------------------------------------------------------------------------------------- | ------------ | -------------------------------------------------------------------------------- |
|                                                                                      |                               |                                                                                               |              |                                                                                  |
|                                                                                      | Михал Нойвирт                 | Вратари                                                                                       | Бен Скривенс | Судьи: Марк Джоэннетт Пол Деворски Линейные судьи: Райан Гэллоуэй Брэд Ковальчик |
|                                                                                      | Голы:                         |                                                                                               |              | Судьи: Марк Джоэннетт Пол Деворски Линейные судьи: Райан Гэллоуэй Брэд Ковальчик |
| Юханссон (Кундратек, Бекстрём) (бол) — 17:04 Рибейро (Брауэр, Овечкин) (бол) — 46:47 | 0 — 1 0 — 2 1 — 2 1 — 3 2 — 3 | 10:00 — ван Римсдайк 12:35 — ван Римсдайк (Франсон, Кессел) 30:34 — Хольцер (Фрэйзер, Кессел) |              | Судьи: Марк Джоэннетт Пол Деворски Линейные судьи: Райан Гэллоуэй Брэд Ковальчик |
|                                                                                      |                               |                                                                                               |              | Судьи: Марк Джоэннетт Пол Деворски Линейные судьи: Райан Гэллоуэй Брэд Ковальчик |
|                                                                                      |                               |                                                                                               |              | Судьи: Марк Джоэннетт Пол Деворски Линейные судьи: Райан Гэллоуэй Брэд Ковальчик |
|                                                                                      |                               |                                                                                               |              | Судьи: Марк Джоэннетт Пол Деворски Линейные судьи: Райан Гэллоуэй Брэд Ковальчик |
| 6 мин                                                                                | Штраф                         | 6 мин                                                                                         |              | Судьи: Марк Джоэннетт Пол Деворски Линейные судьи: Райан Гэллоуэй Брэд Ковальчик |
|                                                                                      |                               |                                                                                               |              |                                                                                  |
|                                                                                      | 26                            | Броски                                                                                        | 21           |                                                                                  |

| 7 февраля 2013 | Виннипег Джетс | 2 — 3 (0—0, 1—1, 1—2) | Торонто Мейпл Лифс | МТС Центр Зрителей: 15 004 |

| Отчёт                                                                | Отчёт                         | Отчёт                                                                             | Отчёт         | Отчёт                                                                       |
| -------------------------------------------------------------------- | ----------------------------- | --------------------------------------------------------------------------------- | ------------- | --------------------------------------------------------------------------- |
|                                                                      |                               |                                                                                   |               |                                                                             |
|                                                                      | Ондрей Павелец                | Вратари                                                                           | Джеймс Раймер | Судьи: Эрик Фурлатт Числан Хеберт Линейные судьи: Тор Нельсон Дэррен Джиббс |
|                                                                      | Голы:                         |                                                                                   |               | Судьи: Эрик Фурлатт Числан Хеберт Линейные судьи: Тор Нельсон Дэррен Джиббс |
| Редмонд (Литтл, Энстрем) (мен) — 23:32 Лэдд (Клитсом, Литтл) — 43:46 | 1 — 0 1 — 1 2 — 1 2 — 2 2 — 3 | 26:21 — Бозак (мен) 54:58 — Фрэттин (Франсон, Кадри) 55:52 — Кессел (Бозак) (бол) |               | Судьи: Эрик Фурлатт Числан Хеберт Линейные судьи: Тор Нельсон Дэррен Джиббс |
|                                                                      |                               |                                                                                   |               | Судьи: Эрик Фурлатт Числан Хеберт Линейные судьи: Тор Нельсон Дэррен Джиббс |
|                                                                      |                               |                                                                                   |               | Судьи: Эрик Фурлатт Числан Хеберт Линейные судьи: Тор Нельсон Дэррен Джиббс |
|                                                                      |                               |                                                                                   |               | Судьи: Эрик Фурлатт Числан Хеберт Линейные судьи: Тор Нельсон Дэррен Джиббс |
| 13 мин                                                               | Штраф                         | 13 мин                                                                            |               | Судьи: Эрик Фурлатт Числан Хеберт Линейные судьи: Тор Нельсон Дэррен Джиббс |
|                                                                      |                               |                                                                                   |               |                                                                             |
|                                                                      | 25                            | Броски                                                                            | 18            |                                                                             |

| 9 февраля 2013 | Монреаль Канадиенс | 0 — 6 (0—2, 0—2, 0—2) | Торонто Мейпл Лифс | Белл Центр Зрителей: 21 273 |

| Отчёт  | Отчёт                               | Отчёт | Отчёт         | Отчёт                                                                |
| ------ | ----------------------------------- | --- | ------------- | -------------------------------------------------------------------- |
|        |                                     | |               |                                                                      |
|        | Кэри Прайс                          | Вратари | Джеймс Раймер | Судьи: Тим Пил Роб Мартелл Линейные судьи: Тони Сериколо Стив Миллер |
|        | Голы:                               | |               | Судьи: Тим Пил Роб Мартелл Линейные судьи: Тони Сериколо Стив Миллер |
|        | 0 — 1 0 — 2 0 — 3 0 — 4 0 — 5 0 — 6 | 00:59 — Комаров (Кулёмин) 06:33 — Бозак (ван Римсдайк, Лайлз) 23:36 — ван Римсдайк (Кессел) 38:01 — Кессел (Фанёф, Франсон) (бол) 44:20 — Хольцер (Орр, Макклемент) 53:15 — Фанёф (Кессел) (бол) |               | Судьи: Тим Пил Роб Мартелл Линейные судьи: Тони Сериколо Стив Миллер |
|        |                                     | |               | Судьи: Тим Пил Роб Мартелл Линейные судьи: Тони Сериколо Стив Миллер |
|        |                                     | |               | Судьи: Тим Пил Роб Мартелл Линейные судьи: Тони Сериколо Стив Миллер |
|        |                                     | |               | Судьи: Тим Пил Роб Мартелл Линейные судьи: Тони Сериколо Стив Миллер |
| 65 мин | Штраф                               | 51 мин |               | Судьи: Тим Пил Роб Мартелл Линейные судьи: Тони Сериколо Стив Миллер |
|        |                                     | |               |                                                                      |
|        | 37                                  | Броски | 28            |                                                                      |

| 11 февраля 2013 | Торонто Мейпл Лифс | 5 — 2 (1—1, 3—0, 1—0) | Филадельфия Флайерз | Эйр Канада-центр Зрителей: 19 253 |

| Отчёт | Отчёт                                                     | Отчёт                                                                    | Отчёт                                                    | Отчёт                                                                          |
| --- | --------------------------------------------------------- | ------------------------------------------------------------------------ | -------------------------------------------------------- | ------------------------------------------------------------------------------ |
| |                                                           |                                                                          |                                                          |                                                                                |
| | Джеймс Раймер (00:00 — 24:00) Бен Скривенс(24:00 — 60:00) | Вратари                                                                  | Илья Брызгалов(00:00 — 26:15) Брайан Буше(26:15 — 60:00) | Судьи: Пол Деворски Фрэнсис Шаррон Линейные судьи: Тони Сериколо Даррен Джиббс |
| | Голы:                                                     |                                                                          |                                                          | Судьи: Пол Деворски Фрэнсис Шаррон Линейные судьи: Тони Сериколо Даррен Джиббс |
| Фанёф (Комаров, Кулёмин) — 14:49 Орр (Макларен, Франсон) — 22:05 Фрэттин (Бозак, Франсон) — 22:33 Макартур (Бозак, Фрэттин) — 26:15 ван Римсдайк (Кессел, Бозак) — 41:11 | 0 — 1 1 — 1 2 — 1 3 — 1 4 — 1 5 — 1 5 — 2                 | 00:38 — Симмондс (Люк Шенн, Тимонен) 19:28 — Макгинн (Фостер, Федотенко) |                                                          | Судьи: Пол Деворски Фрэнсис Шаррон Линейные судьи: Тони Сериколо Даррен Джиббс |
| |                                                           |                                                                          |                                                          | Судьи: Пол Деворски Фрэнсис Шаррон Линейные судьи: Тони Сериколо Даррен Джиббс |
| |                                                           |                                                                          |                                                          | Судьи: Пол Деворски Фрэнсис Шаррон Линейные судьи: Тони Сериколо Даррен Джиббс |
| |                                                           |                                                                          |                                                          | Судьи: Пол Деворски Фрэнсис Шаррон Линейные судьи: Тони Сериколо Даррен Джиббс |
| 31 мин | Штраф                                                     | 22 мин                                                                   |                                                          | Судьи: Пол Деворски Фрэнсис Шаррон Линейные судьи: Тони Сериколо Даррен Джиббс |
| |                                                           |                                                                          |                                                          |                                                                                |
| | 24                                                        | Броски                                                                   | 46                                                       |                                                                                |

| 14 февраля 2013 | Каролина Харрикейнз | 3 — 1 (0—0, 3—1, 0—0) | Торонто Мейпл Лифс | PNC-арена Зрителей: 18 680 |

| Отчёт | Отчёт                   | Отчёт                                   | Отчёт        | Отчёт                                                                  |
| --- | ----------------------- | --------------------------------------- | ------------ | ---------------------------------------------------------------------- |
| |                         |                                         |              |                                                                        |
| | Дэн Эллис               | Вратари                                 | Бен Скривенс | Судьи: Роб Мартелл Тим Пил Линейные судьи: Дерек Нансен Киль Марчинсон |
| | Голы:                   |                                         |              | Судьи: Роб Мартелл Тим Пил Линейные судьи: Дерек Нансен Киль Марчинсон |
| Корво (Эрик Стаал) — 26:06 Йокинен (Скиннер, Корво) (бол) — 32:58 Джордан Стаал (Скиннер, Макбэйн) — 35:09 | 1 — 0 1 — 1 2 — 1 3 — 1 | 27:51 — Кадри (Фанёф, Грабовский) (бол) |              | Судьи: Роб Мартелл Тим Пил Линейные судьи: Дерек Нансен Киль Марчинсон |
| |                         |                                         |              | Судьи: Роб Мартелл Тим Пил Линейные судьи: Дерек Нансен Киль Марчинсон |
| |                         |                                         |              | Судьи: Роб Мартелл Тим Пил Линейные судьи: Дерек Нансен Киль Марчинсон |
| |                         |                                         |              | Судьи: Роб Мартелл Тим Пил Линейные судьи: Дерек Нансен Киль Марчинсон |
| 9 мин | Штраф                   | 11 мин                                  |              | Судьи: Роб Мартелл Тим Пил Линейные судьи: Дерек Нансен Киль Марчинсон |
| |                         |                                         |              |                                                                        |
| | 33                      | Броски                                  | 23           |                                                                        |

| 16 февраля 2013 | Торонто Мейпл Лифс | 3 — 0 (1—0, 0—0, 2—0) | Оттава Сенаторз | Эйр Канада-центр Зрителей: 19 537 |

| Отчёт                                                                            | Отчёт             | Отчёт   | Отчёт          | Отчёт                                                                          |
| -------------------------------------------------------------------------------- | ----------------- | ------- | -------------- | ------------------------------------------------------------------------------ |
|                                                                                  |                   |         |                |                                                                                |
|                                                                                  | Бен Скривенс      | Вратари | Крэйг Андерсон | Судьи: Франко Сен-Лоран Брэд Мейер Линейные судьи: Дерек Нансен Скотт Дрисколл |
|                                                                                  | Голы:             |         |                | Судьи: Франко Сен-Лоран Брэд Мейер Линейные судьи: Дерек Нансен Скотт Дрисколл |
| Макларен (Фрэйзер, Макклемент) — 03:14 Бозак (Фанёф) — 48:32 Лайлз (пус) — 59:22 | 1 — 0 2 — 0 3 — 0 |         |                | Судьи: Франко Сен-Лоран Брэд Мейер Линейные судьи: Дерек Нансен Скотт Дрисколл |
|                                                                                  |                   |         |                | Судьи: Франко Сен-Лоран Брэд Мейер Линейные судьи: Дерек Нансен Скотт Дрисколл |
|                                                                                  |                   |         |                | Судьи: Франко Сен-Лоран Брэд Мейер Линейные судьи: Дерек Нансен Скотт Дрисколл |
|                                                                                  |                   |         |                | Судьи: Франко Сен-Лоран Брэд Мейер Линейные судьи: Дерек Нансен Скотт Дрисколл |
| 8 мин                                                                            | Штраф             | 4 мин   |                | Судьи: Франко Сен-Лоран Брэд Мейер Линейные судьи: Дерек Нансен Скотт Дрисколл |
|                                                                                  |                   |         |                |                                                                                |
|                                                                                  | 29                | Броски  | 34             |                                                                                |

| 18 февраля 2013 | Флорида Пантерз | 0 — 3 (0—1, 0—2, 0—0) | Торонто Мейпл Лифс | Би-Би энд Ти Центр Зрителей: 17 177 |

| Отчёт  | Отчёт             | Отчёт                                                                                                 | Отчёт        | Отчёт                                                                         |
| ------ | ----------------- | --- | ------------ | ----------------------------------------------------------------------------- |
|        |                   | |              |                                                                               |
|        | Жозе Теодор       | Вратари                                                                                               | Бен Скривенс | Судьи: Келли Сатерленд Роб Мартелл Линейные судьи: Брэд Ковальчик Стив Бартон |
|        | Голы:             | |              | Судьи: Келли Сатерленд Роб Мартелл Линейные судьи: Брэд Ковальчик Стив Бартон |
|        | 0 — 1 0 — 2 0 — 3 | 17:04 — Кессел (ван Римсдайк) 32:13 — Кадри (Фанёф, Макартур) (бол) 33:57 — Макартур (Кадри, Франсон) |              | Судьи: Келли Сатерленд Роб Мартелл Линейные судьи: Брэд Ковальчик Стив Бартон |
|        |                   | |              | Судьи: Келли Сатерленд Роб Мартелл Линейные судьи: Брэд Ковальчик Стив Бартон |
|        |                   | |              | Судьи: Келли Сатерленд Роб Мартелл Линейные судьи: Брэд Ковальчик Стив Бартон |
|        |                   | |              | Судьи: Келли Сатерленд Роб Мартелл Линейные судьи: Брэд Ковальчик Стив Бартон |
| 18 мин | Штраф             | 20 мин                                                                                                |              | Судьи: Келли Сатерленд Роб Мартелл Линейные судьи: Брэд Ковальчик Стив Бартон |
|        |                   | |              |                                                                               |
|        | 37                | Броски                                                                                                | 33           |                                                                               |

| 19 февраля 2013 | Тампа Бэй Лайтнинг | 4 — 2 (1—1, 1—0, 2—1) | Торонто Мейпл Лифс | Тампа Бэй Таймс форум Зрителей: 19 204 |

| Отчёт | Отчёт                               | Отчёт                                                                       | Отчёт        | Отчёт                                                                             |
| --- | ----------------------------------- | --------------------------------------------------------------------------- | ------------ | --------------------------------------------------------------------------------- |
| |                                     |                                                                             |              |                                                                                   |
| | Андерс Линдбак                      | Вратари                                                                     | Бен Скривенс | Судьи: Келли Сатерленд Джастин Сен-Пьер Линейные судьи: Даррен Джиббс Стив Бартон |
| | Голы:                               |                                                                             |              | Судьи: Келли Сатерленд Джастин Сен-Пьер Линейные судьи: Даррен Джиббс Стив Бартон |
| Лекавалье (Пульо, Сан-Луи) — 09:25 Стэмкос (Конахер, Пульо) — 24:56 Киллорн (Кромбин) — 42:49 Карл (Пульо, Хедман) (бол) — 46:58 | 1 — 0 1 — 1 2 — 1 3 — 1 4 — 1 4 — 2 | 17:59 — Грабовский (Кулёмин, Макартур) 56:08 — ван Римсдайк (Кессел, Бозак) |              | Судьи: Келли Сатерленд Джастин Сен-Пьер Линейные судьи: Даррен Джиббс Стив Бартон |
| |                                     |                                                                             |              | Судьи: Келли Сатерленд Джастин Сен-Пьер Линейные судьи: Даррен Джиббс Стив Бартон |
| |                                     |                                                                             |              | Судьи: Келли Сатерленд Джастин Сен-Пьер Линейные судьи: Даррен Джиббс Стив Бартон |
| |                                     |                                                                             |              | Судьи: Келли Сатерленд Джастин Сен-Пьер Линейные судьи: Даррен Джиббс Стив Бартон |
| 21 мин | Штраф                               | 47 мин                                                                      |              | Судьи: Келли Сатерленд Джастин Сен-Пьер Линейные судьи: Даррен Джиббс Стив Бартон |
| |                                     |                                                                             |              |                                                                                   |
| | 19                                  | Броски                                                                      | 25           |                                                                                   |

| 21 февраля 2013 | Торонто Мейпл Лифс | 3 — 1 (0—1, 2—0, 1—0) | Баффало Сейбрз | Эйр Канада-центр Зрителей: 19 473 |

| Отчёт | Отчёт                   | Отчёт                    | Отчёт        | Отчёт                                                                      |
| --- | ----------------------- | ------------------------ | ------------ | -------------------------------------------------------------------------- |
| |                         |                          |              |                                                                            |
| | Бен Скривенс            | Вратари                  | Райан Миллер | Судьи: Дин Мортон Дэйв Джексон Линейные судьи: Брэд Ковальчик Скотт Черрий |
| | Голы:                   |                          |              | Судьи: Дин Мортон Дэйв Джексон Линейные судьи: Брэд Ковальчик Скотт Черрий |
| Фанёф (Кессел, Франсон) (бол) — 21:15 ван Римсдайк (Кессел, Костка) — 38:04 ван Римсдайк (Франсон, Фанёф) (бол) — 54:28 | 0 — 1 1 — 1 2 — 1 3 — 1 | 13:20 — Эннис (Стаффорд) |              | Судьи: Дин Мортон Дэйв Джексон Линейные судьи: Брэд Ковальчик Скотт Черрий |
| |                         |                          |              | Судьи: Дин Мортон Дэйв Джексон Линейные судьи: Брэд Ковальчик Скотт Черрий |
| |                         |                          |              | Судьи: Дин Мортон Дэйв Джексон Линейные судьи: Брэд Ковальчик Скотт Черрий |
| |                         |                          |              | Судьи: Дин Мортон Дэйв Джексон Линейные судьи: Брэд Ковальчик Скотт Черрий |
| 13 мин | Штраф                   | 17 мин                   |              | Судьи: Дин Мортон Дэйв Джексон Линейные судьи: Брэд Ковальчик Скотт Черрий |
| |                         |                          |              |                                                                            |
| | 36                      | Броски                   | 32           |                                                                            |

| 23 февраля 2013 | Оттава Сенаторз | 3 — 2 (1—1, 1—0, 1—1) | Торонто Мейпл Лифс | Скоушабэнк Плэйс Зрителей: 19 499 |

| Отчёт | Отчёт                         | Отчёт                                                                           | Отчёт        | Отчёт                                                                     |
| --- | ----------------------------- | ------------------------------------------------------------------------------- | ------------ | ------------------------------------------------------------------------- |
| |                               |                                                                                 |              |                                                                           |
| | Бен Бишоп                     | Вратари                                                                         | Бен Скривенс | Судьи: Грег Киммерли Крис Руни Линейные судьи: Дерек Нансен Дэвид Брисбуа |
| | Голы:                         |                                                                                 |              | Судьи: Грег Киммерли Крис Руни Линейные судьи: Дерек Нансен Дэвид Брисбуа |
| Зибанежад (Грининг, Кондра) — 10:52 Кондра (Грайба, Грининг) — 39:17 Грининг (Уиркош, Зибанежад) — 59:36 | 0 — 1 1 — 1 2 — 1 2 — 2 3 — 2 | 03:32 — Грабовский (Кулёмин, Макклемент) 47:10 — Макартур (Костка, Кадри) (бол) |              | Судьи: Грег Киммерли Крис Руни Линейные судьи: Дерек Нансен Дэвид Брисбуа |
| |                               |                                                                                 |              | Судьи: Грег Киммерли Крис Руни Линейные судьи: Дерек Нансен Дэвид Брисбуа |
| |                               |                                                                                 |              | Судьи: Грег Киммерли Крис Руни Линейные судьи: Дерек Нансен Дэвид Брисбуа |
| |                               |                                                                                 |              | Судьи: Грег Киммерли Крис Руни Линейные судьи: Дерек Нансен Дэвид Брисбуа |
| 4 мин | Штраф                         | 2 мин                                                                           |              | Судьи: Грег Киммерли Крис Руни Линейные судьи: Дерек Нансен Дэвид Брисбуа |
| |                               |                                                                                 |              |                                                                           |
| | 35                            | Броски                                                                          | 28           |                                                                           |

| 25 февраля 2013 | Филадельфия Флайерз | 2 — 4 (0—1, 1—1, 1—2) | Торонто Мейпл Лифс | Веллс Фарго Центр Зрителей: 19 645 |

| Отчёт                                                                  | Отчёт                               | Отчёт | Отчёт        | Отчёт                                                             |
| ---------------------------------------------------------------------- | ----------------------------------- | --- | ------------ | ----------------------------------------------------------------- |
|                                                                        |                                     | |              |                                                                   |
|                                                                        | Илья Брызгалов                      | Вратари | Бен Скривенс | Судьи: Кайл Рэман Брэд Мейер Линейные судьи: Тим Ноук Марк Шевчук |
|                                                                        | Голы:                               | |              | Судьи: Кайл Рэман Брэд Мейер Линейные судьи: Тим Ноук Марк Шевчук |
| Хартнелл (Ворачек, Жиру) — 37:56 Ворачек (Тимонен, Жиру) (бол) — 51:42 | 0 — 1 0 — 2 1 — 2 1 — 3 2 — 3 2 — 4 | 17:20 — Кессел (Бозак, Гуннарссон) 35:02 — Кулёмин (Кадри, Гуннарссон) 47:52 — Грабовский (Макартур, Кадри) 59:47 — Макклемент (Кулёмин) (пус) |              | Судьи: Кайл Рэман Брэд Мейер Линейные судьи: Тим Ноук Марк Шевчук |
|                                                                        |                                     | |              | Судьи: Кайл Рэман Брэд Мейер Линейные судьи: Тим Ноук Марк Шевчук |
|                                                                        |                                     | |              | Судьи: Кайл Рэман Брэд Мейер Линейные судьи: Тим Ноук Марк Шевчук |
|                                                                        |                                     | |              | Судьи: Кайл Рэман Брэд Мейер Линейные судьи: Тим Ноук Марк Шевчук |
| 13 мин                                                                 | Штраф                               | 17 мин |              | Судьи: Кайл Рэман Брэд Мейер Линейные судьи: Тим Ноук Марк Шевчук |
|                                                                        |                                     | |              |                                                                   |
|                                                                        | 25                                  | Броски | 22           |                                                                   |

| 27 февраля 2013 | Торонто Мейпл Лифс | 2 — 5 (1—1, 1—1, 0—3) | Монреаль Канадиенс | Эйр Канада-центр Зрителей: 19 625 |

| Отчёт                                                                  | Отчёт                                     | Отчёт | Отчёт      | Отчёт                                                                  |
| ---------------------------------------------------------------------- | ----------------------------------------- | --- | ---------- | ---------------------------------------------------------------------- |
|                                                                        |                                           | |            |                                                                        |
|                                                                        | Бен Скривенс                              | Вратари | Кэри Прайс | Судьи: Том Коуэл Дэннис ЛаРу Линейные судьи: Джин Морин Скотт Дрисколл |
|                                                                        | Голы:                                     | |            | Судьи: Том Коуэл Дэннис ЛаРу Линейные судьи: Джин Морин Скотт Дрисколл |
| Макларен (Браун, Макклемент) — 13:44 Макартур (Кадри, Франсон) — 15:47 | 1 — 0 1 — 1 1 — 2 2 — 2 2 — 3 2 — 4 2 — 5 | 16:56 — Емелин (Армстронг, Моэн) 04:17 — Пачиоретти (Суббан, Марков) (бол) 09:08 — Галлахер (Горджес, Деарне) 14:26 — Пачиоретти (Деарне) 17:34 — Джионта |            | Судьи: Том Коуэл Дэннис ЛаРу Линейные судьи: Джин Морин Скотт Дрисколл |
|                                                                        |                                           | |            | Судьи: Том Коуэл Дэннис ЛаРу Линейные судьи: Джин Морин Скотт Дрисколл |
|                                                                        |                                           | |            | Судьи: Том Коуэл Дэннис ЛаРу Линейные судьи: Джин Морин Скотт Дрисколл |
|                                                                        |                                           | |            | Судьи: Том Коуэл Дэннис ЛаРу Линейные судьи: Джин Морин Скотт Дрисколл |
| 15 мин                                                                 | Штраф                                     | 2 мин |            | Судьи: Том Коуэл Дэннис ЛаРу Линейные судьи: Джин Морин Скотт Дрисколл |
|                                                                        |                                           | |            |                                                                        |
|                                                                        | 23                                        | Броски | 40         |                                                                        |

| 28 февраля 2013 | Нью-Йорк Айлендерс | 4 — 5 (ОТ) (1—1, 1—3, 2—0, 0—1) | Торонто Мейпл Лифс | Нассау Ветеранз Мемориал Колизеум Зрителей: 9222 |

| Отчёт | Отчёт                                                 | Отчёт | Отчёт         | Отчёт                                                               |
| --- | ----------------------------------------------------- | --- | ------------- | ------------------------------------------------------------------- |
| |                                                       | |               |                                                                     |
| | Евгений Набоков                                       | Вратари | Джеймс Раймер | Судьи: Ян Уолш Марк Джоэннетт Линейные судьи: Дерек Эмилл Майк Цвик |
| | Голы:                                                 | |               | Судьи: Ян Уолш Марк Джоэннетт Линейные судьи: Дерек Эмилл Майк Цвик |
| Бэйли (Окпосо, Э. Макдональд) — 03:34 Вишнёвский (Сизикас, К. Макдональд) — 26:22 Э. Макдональд (Окпосо, Штрайт) — 45:31 Окпосо — 50:08 | 1 — 0 1 — 1 2 — 1 2 — 2 2 — 3 2 — 4 3 — 4 4 — 4 4 — 5 | 08:31 — Кадри (Фрэйзер) 28:55 — Кадри (Фрэйзер, Франсон) 30:25 — ван Римсдайк (Стекел, Орр) 34:12 — Кадри (Костка, Гуннарссон) 61:11 — Фанёф (Грабовский, Макартур) |               | Судьи: Ян Уолш Марк Джоэннетт Линейные судьи: Дерек Эмилл Майк Цвик |
| |                                                       | |               | Судьи: Ян Уолш Марк Джоэннетт Линейные судьи: Дерек Эмилл Майк Цвик |
| |                                                       | |               | Судьи: Ян Уолш Марк Джоэннетт Линейные судьи: Дерек Эмилл Майк Цвик |
| |                                                       | |               | Судьи: Ян Уолш Марк Джоэннетт Линейные судьи: Дерек Эмилл Майк Цвик |
| 0 мин | Штраф                                                 | 0 мин |               | Судьи: Ян Уолш Марк Джоэннетт Линейные судьи: Дерек Эмилл Майк Цвик |
| |                                                       | |               |                                                                     |
| | 27                                                    | Броски | 28            |                                                                     |

| 4 марта 2013 | Торонто Мейпл Лифс | 4 — 2 (1—0, 0—2, 3—0) | Нью-Джерси Девилз | Эйр Канада-центр Зрителей: 19 435 |

| Отчёт | Отчёт                               | Отчёт                                              | Отчёт        | Отчёт                                                                  |
| --- | ----------------------------------- | -------------------------------------------------- | ------------ | ---------------------------------------------------------------------- |
| |                                     |                                                    |              |                                                                        |
| | Джеймс Раймер                       | Вратари                                            | Юхан Хедберг | Судьи: Том Коуэл Уэс Макколи Линейные судьи: Марк Шевчик Давид Брисбуа |
| | Голы:                               |                                                    |              | Судьи: Том Коуэл Уэс Макколи Линейные судьи: Марк Шевчик Давид Брисбуа |
| Кадри (Макартур, Комаров) — 10:34 Макклемент — 40:39 Макартур (Кадри, Франсон) (бол) — 47:25 Кессел (ван Римсдайк, Гуннарссон) — 49:52 | 1 — 0 1 — 1 1 — 2 2 — 2 3 — 2 4 — 2 | 25:43— Жидлицки (Картер) 31:18 — Жидлицки (Картер) |              | Судьи: Том Коуэл Уэс Макколи Линейные судьи: Марк Шевчик Давид Брисбуа |
| |                                     |                                                    |              | Судьи: Том Коуэл Уэс Макколи Линейные судьи: Марк Шевчик Давид Брисбуа |
| |                                     |                                                    |              | Судьи: Том Коуэл Уэс Макколи Линейные судьи: Марк Шевчик Давид Брисбуа |
| |                                     |                                                    |              | Судьи: Том Коуэл Уэс Макколи Линейные судьи: Марк Шевчик Давид Брисбуа |
| 8 мин | Штраф                               | 8 мин                                              |              | Судьи: Том Коуэл Уэс Макколи Линейные судьи: Марк Шевчик Давид Брисбуа |
| |                                     |                                                    |              |                                                                        |
| | 23                                  | Броски                                             | 30           |                                                                        |

| 6 марта 2013 | Торонто Мейпл Лифс | 5 — 4 (2—0, 1—1, 2—3) | Оттава Сенаторз | Эйр Канада-центр Зрителей: 19 412 |

| Отчёт | Отчёт                                                 | Отчёт | Отчёт     | Отчёт                                                                              |
| --- | ----------------------------------------------------- | --- | --------- | ---------------------------------------------------------------------------------- |
| |                                                       | |           |                                                                                    |
| | Джеймс Раймер                                         | Вратари | Бен Бишоп | Судьи: Дон Ванмассенховен Брайан Почмара Линейные судьи: Стив Миллер Лонни Кэмерон |
| | Голы:                                                 | |           | Судьи: Дон Ванмассенховен Брайан Почмара Линейные судьи: Стив Миллер Лонни Кэмерон |
| Бозак (Кессел, ван Римсдайк) — 06:24 Макклемент (Кулёмин, Фанёф) — 07:20 ван Римсдайк (Кессел, Бозак) — 21:20 Кессел (Фанёф, Франсон) (бол) — 43:42 Кадри — 50:18 | 1 — 0 2 — 0 3 — 0 3 — 1 3 — 2 4 — 2 5 — 2 5 — 3 5 — 4 | 22:48 — Зибанежад (Кондра, Гончар) 41:40 — Смит (Филлипс, Михалек) 52:08 — Альфредссон (Смит) 58:03 — Грининг (Кондра, Бенуа) |           | Судьи: Дон Ванмассенховен Брайан Почмара Линейные судьи: Стив Миллер Лонни Кэмерон |
| |                                                       | |           | Судьи: Дон Ванмассенховен Брайан Почмара Линейные судьи: Стив Миллер Лонни Кэмерон |
| |                                                       | |           | Судьи: Дон Ванмассенховен Брайан Почмара Линейные судьи: Стив Миллер Лонни Кэмерон |
| |                                                       | |           | Судьи: Дон Ванмассенховен Брайан Почмара Линейные судьи: Стив Миллер Лонни Кэмерон |
| 12 мин | Штраф                                                 | 14 мин |           | Судьи: Дон Ванмассенховен Брайан Почмара Линейные судьи: Стив Миллер Лонни Кэмерон |
| |                                                       | |           |                                                                                    |
| | 28                                                    | Броски | 43        |                                                                                    |

| 7 марта 2013 | Бостон Брюинз | 4 — 2 (0—1, 1—2, 1—1) | Торонто Мейпл Лифс | ТД-гарден Зрителей: 17 565 |

| Отчёт | Отчёт                               | Отчёт                                                                            | Отчёт        | Отчёт                                                                  |
| --- | ----------------------------------- | -------------------------------------------------------------------------------- | ------------ | ---------------------------------------------------------------------- |
| |                                     |                                                                                  |              |                                                                        |
| | Антон Худобин                       | Вратари                                                                          | Бен Скривенс | Судьи: Горд Дуайер Стивен Уэлком Линейные судьи: Том Ноуак Дерек Амелл |
| | Голы:                               |                                                                                  |              | Судьи: Горд Дуайер Стивен Уэлком Линейные судьи: Том Ноуак Дерек Амелл |
| Бержерон (Сегин, Маршан) — 19:07 Сегин (Маршан, Бержерон) — 27:11 Крейчи (Ференс, Лучич) — 38:03 Сегин (Бержерон) (пус) — 59:45 | 1 — 0 1 — 1 2 — 1 3 — 1 3 — 2 4 — 2 | 22:32 — Кадри (Макартур, Гуннарссон) 54:52 — Макклемент (Грабовский, Гуннарссон) |              | Судьи: Горд Дуайер Стивен Уэлком Линейные судьи: Том Ноуак Дерек Амелл |
| |                                     |                                                                                  |              | Судьи: Горд Дуайер Стивен Уэлком Линейные судьи: Том Ноуак Дерек Амелл |
| |                                     |                                                                                  |              | Судьи: Горд Дуайер Стивен Уэлком Линейные судьи: Том Ноуак Дерек Амелл |
| |                                     |                                                                                  |              | Судьи: Горд Дуайер Стивен Уэлком Линейные судьи: Том Ноуак Дерек Амелл |
| 13 мин | Штраф                               | 13 мин                                                                           |              | Судьи: Горд Дуайер Стивен Уэлком Линейные судьи: Том Ноуак Дерек Амелл |
| |                                     |                                                                                  |              |                                                                        |
| | 24                                  | Броски                                                                           | 27           |                                                                        |

| 9 марта 2013 | Торонто Мейпл Лифс | 4 — 5 (Б) (1—3, 2—1, 1—0, 0—0, 0—2) | Питтсбург Пингвинз | Эйр Канада-центр Зрителей: 19 418 |

| Отчёт | Отчёт                                                                     | Отчёт | Отчёт            | Отчёт                                                                  |
| --- | ------------------------------------------------------------------------- | --- | ---------------- | ---------------------------------------------------------------------- |
| |                                                                           | |                  |                                                                        |
| | Джеймс Раймер                                                             | Вратари | Марк-Андре Флёри | Судьи: Крис Руни Уэс Макколи Линейные судьи: Скотт Черри Лонни Кэмерон |
| | Голы:                                                                     | |                  | Судьи: Крис Руни Уэс Макколи Линейные судьи: Скотт Черри Лонни Кэмерон |
| ван Римсдайк (Кессел, Фанёф) (бол) — 07:14 Франсон (Кессел, Фанёф) — 30:12 Макартур (Фанёф, Фрэттин) — 34:01 Кессел (Фрейзер, Макартур) — 55:40 Бозак — вратарь Кадри — вратарь | 0 — 1 1 — 1 1 — 2 1 — 3 2 — 3 2 — 4 3 — 4 4 — 4 Буллиты 0 — 0 0 — 1 0 — 2 | 00:36 — Нил (Нисканен, Летанг) 14:31 — Кросби (Летанг, Беннет) 15:21 — Мартин (Нил, Малкин) 33:01 — Дюпуи (Мартин, Орпик) Нил Кросби |                  | Судьи: Крис Руни Уэс Макколи Линейные судьи: Скотт Черри Лонни Кэмерон |
| |                                                                           | |                  | Судьи: Крис Руни Уэс Макколи Линейные судьи: Скотт Черри Лонни Кэмерон |
| |                                                                           | |                  | Судьи: Крис Руни Уэс Макколи Линейные судьи: Скотт Черри Лонни Кэмерон |
| |                                                                           | |                  | Судьи: Крис Руни Уэс Макколи Линейные судьи: Скотт Черри Лонни Кэмерон |
| 8 мин | Штраф                                                                     | 6 мин |                  | Судьи: Крис Руни Уэс Макколи Линейные судьи: Скотт Черри Лонни Кэмерон |
| |                                                                           | |                  |                                                                        |
| | 26                                                                        | Броски | 41               |                                                                        |

| 12 марта 2013 | Виннипег Джетс | 5 — 2 (1—0, 2—1, 2—1) | Торонто Мейпл Лифс | Эм-Ти-Эс Центр Зрителей: 15 004 |

| Отчёт | Отчёт                                     | Отчёт                                                   | Отчёт                                                      | Отчёт                                                                   |
| --- | ----------------------------------------- | ------------------------------------------------------- | ---------------------------------------------------------- | ----------------------------------------------------------------------- |
| |                                           |                                                         |                                                            |                                                                         |
| | Ондржей Павелец                           | Вратари                                                 | Джеймс Раймер (00:00 — 51:16) Бен Скривенс (51:16 — 60:00) | Судьи: Кайл Реман Стив Козари Линейные судьи: Энди Макэлман Скотт Черри |
| | Голы:                                     |                                                         |                                                            | Судьи: Кайл Реман Стив Козари Линейные судьи: Энди Макэлман Скотт Черри |
| Антропов (Бафлин, Уэллвуд) (бол) — 06:06 Уилер (Литтл, Лэдд) — 21:03 Уэллвуд (Бафлин, Антропов) — 30:43 Кейн (Антропов) — 51:16 Уилер (Тэнгрэди, Бафлин) — 52:53 | 1 — 0 1 — 1 2 — 1 3 — 1 4 — 1 5 — 1 5 — 2 | 20:38 — Кессел 53:14 — Кессел — (Хольцер, ван Римсдайк) |                                                            | Судьи: Кайл Реман Стив Козари Линейные судьи: Энди Макэлман Скотт Черри |
| |                                           |                                                         |                                                            | Судьи: Кайл Реман Стив Козари Линейные судьи: Энди Макэлман Скотт Черри |
| |                                           |                                                         |                                                            | Судьи: Кайл Реман Стив Козари Линейные судьи: Энди Макэлман Скотт Черри |
| |                                           |                                                         |                                                            | Судьи: Кайл Реман Стив Козари Линейные судьи: Энди Макэлман Скотт Черри |
| 20 мин | Штраф                                     | 22 мин                                                  |                                                            | Судьи: Кайл Реман Стив Козари Линейные судьи: Энди Макэлман Скотт Черри |
| |                                           |                                                         |                                                            |                                                                         |
| | 34                                        | Броски                                                  | 26                                                         |                                                                         |

| 14 марта 2013 | Торонто Мейпл Лифс | 1 — 3 | Питтсбург Пингвинз |  |

| Отчёт | Отчёт | Отчёт | Отчёт | Отчёт |
| ----- | ----- | ----- | ----- | ----- |
|       |       |       |       |       |
|       |       |       |       |       |
|       |       |       |       |       |
|       |       |       |       |       |
|       |       |       |       |       |
|       |       |       |       |       |
|       |       |       |       |       |
|       |       |       |       |       |
|       |       |       |       |       |

| 16 марта 2013 | Торонто Мейпл Лифс | 4 — 5 (Б) | Виннипег Джетс |  |

| Отчёт | Отчёт | Отчёт | Отчёт | Отчёт |
| ----- | ----- | ----- | ----- | ----- |
|       |       |       |       |       |
|       |       |       |       |       |
|       |       |       |       |       |
|       |       |       |       |       |
|       |       |       |       |       |
|       |       |       |       |       |
|       |       |       |       |       |
|       |       |       |       |       |
|       |       |       |       |       |

| 20 марта 2013 | Торонто Мейпл Лифс | 4 — 2 | Тампа Бэй Лайтнинг |  |

| Отчёт | Отчёт | Отчёт | Отчёт | Отчёт |
| ----- | ----- | ----- | ----- | ----- |
|       |       |       |       |       |
|       |       |       |       |       |
|       |       |       |       |       |
|       |       |       |       |       |
|       |       |       |       |       |
|       |       |       |       |       |
|       |       |       |       |       |
|       |       |       |       |       |
|       |       |       |       |       |

| 21 марта 2013 | Баффало Сейбрз | 5 — 4 (Б) | Торонто Мейпл Лифс |  |

| Отчёт | Отчёт | Отчёт | Отчёт | Отчёт |
| ----- | ----- | ----- | ----- | ----- |
|       |       |       |       |       |
|       |       |       |       |       |
|       |       |       |       |       |
|       |       |       |       |       |
|       |       |       |       |       |
|       |       |       |       |       |
|       |       |       |       |       |
|       |       |       |       |       |
|       |       |       |       |       |

| 23 марта 2013 | Торонто Мейпл Лифс | 3 — 2 | Бостон Брюинз |  |

| Отчёт | Отчёт | Отчёт | Отчёт | Отчёт |
| ----- | ----- | ----- | ----- | ----- |
|       |       |       |       |       |
|       |       |       |       |       |
|       |       |       |       |       |
|       |       |       |       |       |
|       |       |       |       |       |
|       |       |       |       |       |
|       |       |       |       |       |
|       |       |       |       |       |
|       |       |       |       |       |

| 25 марта 2013 | Бостон Брюинз | 3 — 2 (Б) | Торонто Мейпл Лифс |  |

| Отчёт | Отчёт | Отчёт | Отчёт | Отчёт |
| ----- | ----- | ----- | ----- | ----- |
|       |       |       |       |       |
|       |       |       |       |       |
|       |       |       |       |       |
|       |       |       |       |       |
|       |       |       |       |       |
|       |       |       |       |       |
|       |       |       |       |       |
|       |       |       |       |       |
|       |       |       |       |       |

| 26 марта 2013 | Торонто Мейпл Лифс | 3 — 2 | Флорида Пантерз |  |

| Отчёт | Отчёт | Отчёт | Отчёт | Отчёт |
| ----- | ----- | ----- | ----- | ----- |
|       |       |       |       |       |
|       |       |       |       |       |
|       |       |       |       |       |
|       |       |       |       |       |
|       |       |       |       |       |
|       |       |       |       |       |
|       |       |       |       |       |
|       |       |       |       |       |
|       |       |       |       |       |

| 28 марта 2013 | Торонто Мейпл Лифс | 6 — 3 | Каролина Харрикейнз |  |

| Отчёт | Отчёт | Отчёт | Отчёт | Отчёт |
| ----- | ----- | ----- | ----- | ----- |
|       |       |       |       |       |
|       |       |       |       |       |
|       |       |       |       |       |
|       |       |       |       |       |
|       |       |       |       |       |
|       |       |       |       |       |
|       |       |       |       |       |
|       |       |       |       |       |
|       |       |       |       |       |

| 30 марта 2013 | Оттава Сенаторз | 0 — 4 | Торонто Мейпл Лифс |  |

| Отчёт | Отчёт | Отчёт | Отчёт | Отчёт |
| ----- | ----- | ----- | ----- | ----- |
|       |       |       |       |       |
|       |       |       |       |       |
|       |       |       |       |       |
|       |       |       |       |       |
|       |       |       |       |       |
|       |       |       |       |       |
|       |       |       |       |       |
|       |       |       |       |       |
|       |       |       |       |       |

| 4 апреля 2013 | Торонто Мейпл Лифс | 3 — 5 | Филадельфия Флайерз |  |

| Отчёт | Отчёт | Отчёт | Отчёт | Отчёт |
| ----- | ----- | ----- | ----- | ----- |
|       |       |       |       |       |
|       |       |       |       |       |
|       |       |       |       |       |
|       |       |       |       |       |
|       |       |       |       |       |
|       |       |       |       |       |
|       |       |       |       |       |
|       |       |       |       |       |
|       |       |       |       |       |

| 6 апреля 2013 | Нью-Джерси Дэвилз | 1 — 2 | Торонто Мейпл Лифс |  |

| Отчёт | Отчёт | Отчёт | Отчёт | Отчёт |
| ----- | ----- | ----- | ----- | ----- |
|       |       |       |       |       |
|       |       |       |       |       |
|       |       |       |       |       |
|       |       |       |       |       |
|       |       |       |       |       |
|       |       |       |       |       |
|       |       |       |       |       |
|       |       |       |       |       |
|       |       |       |       |       |

| 8 апреля 2013 | Торонто Мейпл Лифс | 4 — 3 | Нью-Йорк Рейнджерс |  |

| Отчёт | Отчёт | Отчёт | Отчёт | Отчёт |
| ----- | ----- | ----- | ----- | ----- |
|       |       |       |       |       |
|       |       |       |       |       |
|       |       |       |       |       |
|       |       |       |       |       |
|       |       |       |       |       |
|       |       |       |       |       |
|       |       |       |       |       |
|       |       |       |       |       |
|       |       |       |       |       |

| 10 апреля 2013 | Нью-Йорк Рейнджерс | 3 — 2 (Б) | Торонто Мейпл Лифс |  |

| Отчёт | Отчёт | Отчёт | Отчёт | Отчёт |
| ----- | ----- | ----- | ----- | ----- |
|       |       |       |       |       |
|       |       |       |       |       |
|       |       |       |       |       |
|       |       |       |       |       |
|       |       |       |       |       |
|       |       |       |       |       |
|       |       |       |       |       |
|       |       |       |       |       |
|       |       |       |       |       |

| 13 апреля 2013 | Торонто Мейпл Лифс | 5 — 1 | Монреаль Канадиенс |  |

| Отчёт | Отчёт | Отчёт | Отчёт | Отчёт |
| ----- | ----- | ----- | ----- | ----- |
|       |       |       |       |       |
|       |       |       |       |       |
|       |       |       |       |       |
|       |       |       |       |       |
|       |       |       |       |       |
|       |       |       |       |       |
|       |       |       |       |       |
|       |       |       |       |       |
|       |       |       |       |       |

| 15 апреля 2013 | Торонто Мейпл Лифс | 2 — 0 | Нью-Джерси Дэвилз |  |

| Отчёт | Отчёт | Отчёт | Отчёт | Отчёт |
| ----- | ----- | ----- | ----- | ----- |
|       |       |       |       |       |
|       |       |       |       |       |
|       |       |       |       |       |
|       |       |       |       |       |
|       |       |       |       |       |
|       |       |       |       |       |
|       |       |       |       |       |
|       |       |       |       |       |
|       |       |       |       |       |

| 16 апреля 2013 | Вашингтон Кэпиталз | 5 — 1 | Торонто Мейпл Лифс |  |

| Отчёт | Отчёт | Отчёт | Отчёт | Отчёт |
| ----- | ----- | ----- | ----- | ----- |
|       |       |       |       |       |
|       |       |       |       |       |
|       |       |       |       |       |
|       |       |       |       |       |
|       |       |       |       |       |
|       |       |       |       |       |
|       |       |       |       |       |
|       |       |       |       |       |
|       |       |       |       |       |

| 18 апреля 2013 | Торонто Мейпл Лифс | 3 — 5 | Нью-Йорк Айлендерс |  |

| Отчёт | Отчёт | Отчёт | Отчёт | Отчёт |
| ----- | ----- | ----- | ----- | ----- |
|       |       |       |       |       |
|       |       |       |       |       |
|       |       |       |       |       |
|       |       |       |       |       |
|       |       |       |       |       |
|       |       |       |       |       |
|       |       |       |       |       |
|       |       |       |       |       |
|       |       |       |       |       |

| 20 апреля 2013 | Оттава Сенаторз | 1 — 4 | Торонто Мейпл Лифс |  |

| Отчёт | Отчёт | Отчёт | Отчёт | Отчёт |
| ----- | ----- | ----- | ----- | ----- |
|       |       |       |       |       |
|       |       |       |       |       |
|       |       |       |       |       |
|       |       |       |       |       |
|       |       |       |       |       |
|       |       |       |       |       |
|       |       |       |       |       |
|       |       |       |       |       |
|       |       |       |       |       |

| 24 апреля 2013 | Тампа Бэй Лайтнинг | 5 — 2 | Торонто Мейпл Лифс |  |

| Отчёт | Отчёт | Отчёт | Отчёт | Отчёт |
| ----- | ----- | ----- | ----- | ----- |
|       |       |       |       |       |
|       |       |       |       |       |
|       |       |       |       |       |
|       |       |       |       |       |
|       |       |       |       |       |
|       |       |       |       |       |
|       |       |       |       |       |
|       |       |       |       |       |
|       |       |       |       |       |

| 25 апреля 2013 | Флорида Пантерз | 0 — 4 | Торонто Мейпл Лифс |  |

| Отчёт | Отчёт | Отчёт | Отчёт | Отчёт |
| ----- | ----- | ----- | ----- | ----- |
|       |       |       |       |       |
|       |       |       |       |       |
|       |       |       |       |       |
|       |       |       |       |       |
|       |       |       |       |       |
|       |       |       |       |       |
|       |       |       |       |       |
|       |       |       |       |       |
|       |       |       |       |       |

| 27 апреля 2013 | Торонто Мейпл Лифс | 1 — 4 | Монреаль Канадиенс |  |

| Отчёт | Отчёт | Отчёт | Отчёт | Отчёт |
| ----- | ----- | ----- | ----- | ----- |
|       |       |       |       |       |
|       |       |       |       |       |
|       |       |       |       |       |
|       |       |       |       |       |
|       |       |       |       |       |
|       |       |       |       |       |
|       |       |       |       |       |
|       |       |       |       |       |
|       |       |       |       |       |

### Плей-офф
| 1 мая 2013 | Бостон Брюинз | 4 — 1 (2—1, 2—0, 0—0) | Торонто Мейпл Лифс | ТД Гарден Зрителей: 17 565 |

| Отчёт | Отчёт                         | Отчёт                                 | Отчёт         | Отчёт                                                                    |
| --- | ----------------------------- | ------------------------------------- | ------------- | ------------------------------------------------------------------------ |
| |                               |                                       |               |                                                                          |
| | Туукка Раск                   | Вратари                               | Джеймс Раймер | Судьи: Келли Сатерленд Крис Ли Линейные судьи: Джин Морин Скотт Дрисколл |
| | Голы:                         |                                       |               | Судьи: Келли Сатерленд Крис Ли Линейные судьи: Джин Морин Скотт Дрисколл |
| Редден (Кэмпбелл, Пайе) — 16:20 Хортон (Редден, Крейчи) (Бол) — 19:48 Крейчи (Лучич) — 30:25 Бойчак (Крейчи, Лучич) — 35:44 | 0 — 1 1 — 1 2 — 1 3 — 1 4 — 1 | 01:54 — ван Римсдайк (Франсон, Бозак) |               | Судьи: Келли Сатерленд Крис Ли Линейные судьи: Джин Морин Скотт Дрисколл |
| |                               |                                       |               | Судьи: Келли Сатерленд Крис Ли Линейные судьи: Джин Морин Скотт Дрисколл |
| |                               |                                       |               | Судьи: Келли Сатерленд Крис Ли Линейные судьи: Джин Морин Скотт Дрисколл |
| |                               |                                       |               | Судьи: Келли Сатерленд Крис Ли Линейные судьи: Джин Морин Скотт Дрисколл |
| 13 мин | Штраф                         | 39 мин                                |               | Судьи: Келли Сатерленд Крис Ли Линейные судьи: Джин Морин Скотт Дрисколл |
| |                               |                                       |               |                                                                          |
| | 40                            | Броски                                | 20            |                                                                          |

| 4 мая 2013 | Бостон Брюинз | 2 — 4 (0—0, 1—2, 1—2) | Торонто Мейпл Лифс | ТД Гарден Зрителей: 17 565 |

| Отчёт                                                        | Отчёт                               | Отчёт | Отчёт         | Отчёт                                                                    |
| ------------------------------------------------------------ | ----------------------------------- | --- | ------------- | ------------------------------------------------------------------------ |
|                                                              |                                     | |               |                                                                          |
|                                                              | Туукка Раск                         | Вратари | Джеймс Раймер | Судьи: Дэн О’Рурк Майк Лиджо Линейные судьи: Джонни Мюррей Давид Брисбуа |
|                                                              | Голы:                               | |               | Судьи: Дэн О’Рурк Майк Лиджо Линейные судьи: Джонни Мюррей Давид Брисбуа |
| Хортон (Лучич, Крейчи) — 21:56 Бойчак (Хара, Маршан) — 50:35 | 1 — 0 1 — 1 1 — 2 1 — 3 2 — 3 2 — 4 | 25:18 — Лупул (Гардинер, Гуннарссон) 31:56 — Лупул (Фрэттин, Фанёф) 40:53 — Кессел (Кадри, Хэмилтон) 56:53 — ван Римсдайк (Грабовский, Кулёмин) |               | Судьи: Дэн О’Рурк Майк Лиджо Линейные судьи: Джонни Мюррей Давид Брисбуа |
|                                                              |                                     | |               | Судьи: Дэн О’Рурк Майк Лиджо Линейные судьи: Джонни Мюррей Давид Брисбуа |
|                                                              |                                     | |               | Судьи: Дэн О’Рурк Майк Лиджо Линейные судьи: Джонни Мюррей Давид Брисбуа |
|                                                              |                                     | |               | Судьи: Дэн О’Рурк Майк Лиджо Линейные судьи: Джонни Мюррей Давид Брисбуа |
| 13 мин                                                       | Штраф                               | 7 мин |               | Судьи: Дэн О’Рурк Майк Лиджо Линейные судьи: Джонни Мюррей Давид Брисбуа |
|                                                              |                                     | |               |                                                                          |
|                                                              | 41                                  | Броски | 32            |                                                                          |

| 6 мая 2013 | Торонто Мейпл Лифс | 2 — 5 (0—1, 1—3, 1—1) | Бостон Брюинз | Эйр Канада-центр Зрителей: 19 746 |

| Отчёт                                                               | Отчёт                                     | Отчёт | Отчёт       | Отчёт                                                                                   |
| ------------------------------------------------------------------- | ----------------------------------------- | --- | ----------- | --------------------------------------------------------------------------------------- |
|                                                                     |                                           | |             |                                                                                         |
|                                                                     | Джеймс Раймер                             | Вратари | Туукка Раск | Судьи: Фредерик Эль Экье Крис Руни Стив Козари Линейные судьи: Шэйн Хейер Дон Хендерсон |
|                                                                     | Голы:                                     | |             | Судьи: Фредерик Эль Экье Крис Руни Стив Козари Линейные судьи: Шэйн Хейер Дон Хендерсон |
| Гардинер (бол) — 33:45 Кессел (ван Римсдайк, Франсон) (бол) — 40:47 | 0 — 1 0 — 2 1 — 2 1 — 3 1 — 4 2 — 4 2 — 5 | 13:42 — Маккуэйд (Лучич, Крейчи) 25:57 — Певерли (Ягр) 34:35 — Хортон (Лучич, Крейчи) 36:37 — Пайе (мен) 58:43 — Крейчи (Хортон, Лучич) (пус) |             | Судьи: Фредерик Эль Экье Крис Руни Стив Козари Линейные судьи: Шэйн Хейер Дон Хендерсон |
|                                                                     |                                           | |             | Судьи: Фредерик Эль Экье Крис Руни Стив Козари Линейные судьи: Шэйн Хейер Дон Хендерсон |
|                                                                     |                                           | |             | Судьи: Фредерик Эль Экье Крис Руни Стив Козари Линейные судьи: Шэйн Хейер Дон Хендерсон |
|                                                                     |                                           | |             | Судьи: Фредерик Эль Экье Крис Руни Стив Козари Линейные судьи: Шэйн Хейер Дон Хендерсон |
| 10 мин                                                              | Штраф                                     | 14 мин |             | Судьи: Фредерик Эль Экье Крис Руни Стив Козари Линейные судьи: Шэйн Хейер Дон Хендерсон |
|                                                                     |                                           | |             |                                                                                         |
|                                                                     | 47                                        | Броски | 38          |                                                                                         |

| 8 мая 2013 | Торонто Мейпл Лифс | 3 — 4 (1ОТ) (2—0, 1—3, 0—0, 0—1) | Бостон Брюинз | Эйр Канада-центр Зрителей: 19 708 |

| Отчёт                                                                                                  | Отчёт                                     | Отчёт | Отчёт       | Отчёт                                                                                       |
| --- | ----------------------------------------- | --- | ----------- | ------------------------------------------------------------------------------------------- |
| |                                           | |             |                                                                                             |
| | Джеймс Раймер                             | Вратари | Туукка Раск | Судьи: Грег Киммерли Франко Сен-Лоран Эрик Фурлатт Линейные судьи: Брайан Мёрфи Скотт Черри |
| | Голы:                                     | |             | Судьи: Грег Киммерли Франко Сен-Лоран Эрик Фурлатт Линейные судьи: Брайан Мёрфи Скотт Черри |
| Лупул (Кессел, Гардинер) — 02:35 Франсон (Фрэйзер, Лупул) — 18:32 Макартур (Фрэттин, Гардинер) — 37:23 | 1 — 0 2 — 0 2 — 1 2 — 2 2 — 3 3 — 3 3 — 4 | 20:32 — Бержерон (Хара, Ягр) (бол) 32:59 — Крейчи (Маршан, Хара) 36:39 — Крейчи (Хортон, Хара) (бол) 73:06 — Крейчи (Хортон, Хара) |             | Судьи: Грег Киммерли Франко Сен-Лоран Эрик Фурлатт Линейные судьи: Брайан Мёрфи Скотт Черри |
| |                                           | |             | Судьи: Грег Киммерли Франко Сен-Лоран Эрик Фурлатт Линейные судьи: Брайан Мёрфи Скотт Черри |
| |                                           | |             | Судьи: Грег Киммерли Франко Сен-Лоран Эрик Фурлатт Линейные судьи: Брайан Мёрфи Скотт Черри |
| |                                           | |             | Судьи: Грег Киммерли Франко Сен-Лоран Эрик Фурлатт Линейные судьи: Брайан Мёрфи Скотт Черри |
| 10 мин                                                                                                 | Штраф                                     | 8 мин |             | Судьи: Грег Киммерли Франко Сен-Лоран Эрик Фурлатт Линейные судьи: Брайан Мёрфи Скотт Черри |
| |                                           | |             |                                                                                             |
| | 48                                        | Броски | 45          |                                                                                             |

| 10 мая 2013 | Бостон Брюинз | 1 — 2 (0—0, 0—1, 1—1) | Торонто Мейпл Лифс | ТД Гарден Зрителей: 17 565 |

| Отчёт                             | Отчёт             | Отчёт                                | Отчёт         | Отчёт                                                                   |
| --------------------------------- | ----------------- | ------------------------------------ | ------------- | ----------------------------------------------------------------------- |
|                                   |                   |                                      |               |                                                                         |
|                                   | Туукка Раск       | Вратари                              | Джеймс Раймер | Судьи: Дэн О’Хэллоган Пол Деворски Линейные судьи: Тим Ноук Дерек Эмилл |
|                                   | Голы:             |                                      |               | Судьи: Дэн О’Хэллоган Пол Деворски Линейные судьи: Тим Ноук Дерек Эмилл |
| Хара (Крейчи, Зайденберг) — 51:12 | 0 — 1 0 — 2 1 — 2 | 31:27 — Бозак (мен) 41:58 — Макартур |               | Судьи: Дэн О’Хэллоган Пол Деворски Линейные судьи: Тим Ноук Дерек Эмилл |
|                                   |                   |                                      |               | Судьи: Дэн О’Хэллоган Пол Деворски Линейные судьи: Тим Ноук Дерек Эмилл |
|                                   |                   |                                      |               | Судьи: Дэн О’Хэллоган Пол Деворски Линейные судьи: Тим Ноук Дерек Эмилл |
|                                   |                   |                                      |               | Судьи: Дэн О’Хэллоган Пол Деворски Линейные судьи: Тим Ноук Дерек Эмилл |
| 4 мин                             | Штраф             | 6 мин                                |               | Судьи: Дэн О’Хэллоган Пол Деворски Линейные судьи: Тим Ноук Дерек Эмилл |
|                                   |                   |                                      |               |                                                                         |
|                                   | 44                | Броски                               | 33            |                                                                         |

| 12 мая 2013 | Торонто Мейпл Лифс | 2 — 1 (0—0, 0—0, 2—1) | Бостон Брюинз | Эйр Канада-центр Зрителей: 19 591 |

| Отчёт                                                                      | Отчёт             | Отчёт                     | Отчёт       | Отчёт                                                                                           |
| -------------------------------------------------------------------------- | ----------------- | ------------------------- | ----------- | ----------------------------------------------------------------------------------------------- |
|                                                                            |                   |                           |             |                                                                                                 |
|                                                                            | Джеймс Раймер     | Вратари                   | Туукка Раск | Судьи: Грег Киммерли Брэд Мейер Дэн О’Рурк Линейные судьи: Скотт Черри Брайан Мёрфи Стив Бартон |
|                                                                            | Голы:             |                           |             | Судьи: Грег Киммерли Брэд Мейер Дэн О’Рурк Линейные судьи: Скотт Черри Брайан Мёрфи Стив Бартон |
| Фанёф (Кадри, ван Римсдайк) — 41:48 Кессел (ван Римсдайк, Франсон) — 48:59 | 1 — 0 2 — 0 2 — 1 | 59:34 — Лучич (Ягр, Хара) |             | Судьи: Грег Киммерли Брэд Мейер Дэн О’Рурк Линейные судьи: Скотт Черри Брайан Мёрфи Стив Бартон |
|                                                                            |                   |                           |             | Судьи: Грег Киммерли Брэд Мейер Дэн О’Рурк Линейные судьи: Скотт Черри Брайан Мёрфи Стив Бартон |
|                                                                            |                   |                           |             | Судьи: Грег Киммерли Брэд Мейер Дэн О’Рурк Линейные судьи: Скотт Черри Брайан Мёрфи Стив Бартон |
|                                                                            |                   |                           |             | Судьи: Грег Киммерли Брэд Мейер Дэн О’Рурк Линейные судьи: Скотт Черри Брайан Мёрфи Стив Бартон |
| 4 мин                                                                      | Штраф             | 2 мин                     |             | Судьи: Грег Киммерли Брэд Мейер Дэн О’Рурк Линейные судьи: Скотт Черри Брайан Мёрфи Стив Бартон |
|                                                                            |                   |                           |             |                                                                                                 |
|                                                                            | 26                | Броски                    | 30          |                                                                                                 |

| 13 мая 2013 | Бостон Брюинз | 5 — 4 (1ОТ) (1—1, 0—1, 3—2, 1—0) | Торонто Мейпл Лифс | ТД Гарден Зрителей: 17 565 |

| Отчёт | Отчёт                                                 | Отчёт | Отчёт         | Отчёт                                                                       |
| --- | ----------------------------------------------------- | --- | ------------- | --------------------------------------------------------------------------- |
| |                                                       | |               |                                                                             |
| | Туукка Раск                                           | Вратари | Джеймс Раймер | Судьи: Брэд Уотсон Дэн О’Хэллоган Линейные судьи: Шейн Хейер Брэд Ковальчик |
| | Голы:                                                 | |               | Судьи: Брэд Уотсон Дэн О’Хэллоган Линейные судьи: Шейн Хейер Брэд Ковальчик |
| Бартковски — 05:39 Хортон (Лучич, Крейчи) — 49:18 Лучич (Хара, Бержерон) — 58:38 Бержерон (Крейчи, Ягр) — 59:09 Бержерон (Сегин, Маршан) — 66:05 | 1 — 0 1 — 1 1 — 2 1 — 3 1 — 4 2 — 4 3 — 4 4 — 4 5 — 4 | 09:35 — Франсон (ван Римсдайк, Фанёф) 25:48 — Франсон (Макартур, Грабовский) 42:09 — Кессел (Кадри, ван Римсдайк) 45:29 — Кадри (Кессел, Гардинер) |               | Судьи: Брэд Уотсон Дэн О’Хэллоган Линейные судьи: Шейн Хейер Брэд Ковальчик |
| |                                                       | |               | Судьи: Брэд Уотсон Дэн О’Хэллоган Линейные судьи: Шейн Хейер Брэд Ковальчик |
| |                                                       | |               | Судьи: Брэд Уотсон Дэн О’Хэллоган Линейные судьи: Шейн Хейер Брэд Ковальчик |
| |                                                       | |               | Судьи: Брэд Уотсон Дэн О’Хэллоган Линейные судьи: Шейн Хейер Брэд Ковальчик |
| 10 мин | Штраф                                                 | 8 мин |               | Судьи: Брэд Уотсон Дэн О’Хэллоган Линейные судьи: Шейн Хейер Брэд Ковальчик |
| |                                                       | |               |                                                                             |
| | 35                                                    | Броски | 28            |                                                                             |

Итог серии: победа «Бостона» 4—3

## Статистика игроков
| №  | Имя игрока          | Позиция | Страна         | И  | Г  | П  | О  | Штр | +/- |
| -- | ------------------- | ------- | -------------- | -- | -- | -- | -- | --- | --- |
| 81 | Фил Кессел          | П       | Флаг США       | 48 | 20 | 32 | 52 | 18  | -3  |
| 43 | Назем Кадри         | Ц       | Флаг Канады    | 48 | 18 | 26 | 44 | 23  | 15  |
| 21 | Джеймс ван Римсдайк | Л       | Флаг США       | 48 | 18 | 14 | 32 | 26  | -7  |
| 4  | Коди Франсон        | З       | Флаг Канады    | 45 | 4  | 25 | 29 | 8   | 4   |
| 3  | Дион Фанёф          | З       | Флаг Канады    | 48 | 9  | 19 | 28 | 65  | -4  |
| 42 | Тайлер Бозак        | Ц       | Флаг Канады    | 46 | 12 | 16 | 28 | 6   | -1  |
| 41 | Николай Кулёмин     | Л       | Флаг России    | 48 | 7  | 16 | 23 | 22  | -5  |
| 16 | Кларк Макартур      | Л       | Флаг Канады    | 40 | 8  | 12 | 20 | 26  | 3   |
| 19 | Джоффри Лупул       | Л       | Флаг Канады    | 16 | 11 | 7  | 18 | 12  | 8   |
| 11 | Джей Макклемент     | Ц       | Флаг Канады    | 48 | 8  | 9  | 17 | 11  | 0   |
| 84 | Михаил Грабовский   | Ц       | Флаг Беларуси  | 48 | 9  | 7  | 16 | 24  | -10 |
| 36 | Карл Гуннарссон     | З       | Флаг Швеции    | 37 | 1  | 14 | 15 | 14  | 5   |
| 39 | Мэтт Фрэттин        | П       | Флаг Канады    | 25 | 7  | 6  | 13 | 4   | 6   |
| 24 | Джон-Майкл Лайлз    | З       | Флаг США       | 32 | 2  | 9  | 11 | 4   | -1  |
| 47 | Лео Комаров         | Ц       | Флаг Финляндии | 42 | 4  | 5  | 9  | 18  | -1  |
| 45 | Марк Фрэйзер        | З       | Флаг Канады    | 45 | 0  | 8  | 8  | 85  | 18  |
| 53 | Майкл Костка        | З       | Флаг Канады    | 35 | 0  | 8  | 8  | 27  | -7  |
| 38 | Фрейзер Макларен    | Л       | Флаг Канады    | 35 | 3  | 2  | 5  | 102 | 0   |
| 28 | Колтон Орр          | П       | Флаг Канады    | 44 | 1  | 3  | 4  | 155 | 4   |
| 51 | Джейк Гардинер      | З       | Флаг США       | 12 | 0  | 4  | 4  | 0   | 0   |
| 55 | Корбиниан Хольцер   | З       | Флаг Германии  | 22 | 2  | 1  | 3  | 28  | -12 |
| 23 | Райан О’Бёрн        | З       | Флаг Канады    | 8  | 1  | 1  | 2  | 6   | 4   |
| 48 | Райан Хэмилтон      | Л       | Флаг Канады    | 10 | 0  | 2  | 2  | 0   | 1   |
| 20 | Дэйв Стекел         | Ц       | Флаг США       | 13 | 0  | 1  | 1  | 0   | -2  |
| 18 | Майк Браун          | П       | Флаг США       | 12 | 0  | 1  | 1  | 70  | 1   |
| 34 | Джеймс Раймер       | В       | Флаг Канады    | 33 | 0  | 1  | 1  | 0   | 0   |
| 8  | Майк Комисарек      | З       | Флаг США       | 4  | 0  | 0  | 0  | 2   | 2   |
| 32 | Джо Колборн         | Ц       | Флаг Канады    | 5  | 0  | 0  | 0  | 2   | -1  |
| 30 | Бен Скривенс        | В       | Флаг Канады    | 20 | 0  | 0  | 0  | 6   | 0   |
| 40 | Юсси Рюнняс         | В       | Флаг Финляндии | 1  | 0  | 0  | 0  | 0   | 0   |

| №  | Имя игрока          | Позиция | Страна         | И | Г | П | О | Штр | +/- |
| -- | ------------------- | ------- | -------------- | - | - | - | - | --- | --- |
| 21 | Джеймс ван Римсдайк | Л       | Флаг США       | 7 | 2 | 5 | 7 | 4   | -1  |
| 4  | Коди Франсон        | З       | Флаг Канады    | 7 | 3 | 3 | 6 | 0   | 0   |
| 81 | Фил Кессел          | П       | Флаг США       | 7 | 4 | 2 | 6 | 2   | 3   |
| 51 | Джейк Гардинер      | З       | Флаг США       | 6 | 1 | 4 | 5 | 0   | -3  |
| 19 | Джоффри Лупул       | Л       | Флаг Канады    | 7 | 3 | 1 | 4 | 4   | -1  |
| 43 | Назем Кадри         | Ц       | Флаг Канады    | 7 | 1 | 3 | 4 | 10  | 5   |
| 3  | Дион Фанёф          | З       | Флаг Канады    | 7 | 1 | 2 | 3 | 6   | -6  |
| 16 | Кларк Макартур      | Л       | Флаг Канады    | 5 | 2 | 1 | 3 | 2   | -1  |
| 84 | Михаил Грабовский   | Ц       | Флаг Беларуси  | 7 | 0 | 2 | 2 | 2   | -10 |
| 39 | Мэтт Фрэттин        | П       | Флаг Канады    | 6 | 0 | 2 | 2 | 0   | -1  |
| 42 | Тайлер Бозак        | Ц       | Флаг Канады    | 5 | 1 | 1 | 2 | 4   | 0   |
| 45 | Марк Фрэйзер        | З       | Флаг Канады    | 4 | 0 | 1 | 1 | 7   | 1   |
| 48 | Райан Хэмилтон      | Л       | Флаг Канады    | 2 | 0 | 1 | 1 | 0   | 0   |
| 41 | Николай Кулёмин     | Л       | Флаг России    | 7 | 0 | 1 | 1 | 0   | -9  |
| 36 | Карл Гуннарссон     | З       | Флаг Швеции    | 7 | 0 | 1 | 1 | 0   | -7  |
| 24 | Джон-Майкл Лайлз    | З       | Флаг США       | 4 | 0 | 0 | 0 | 2   | 4   |
| 28 | Колтон Орр          | П       | Флаг Канады    | 7 | 0 | 0 | 0 | 18  | -1  |
| 11 | Джей Макклемент     | Ц       | Флаг Канады    | 7 | 0 | 0 | 0 | 0   | -4  |
| 23 | Райан О’Бёрн        | З       | Флаг Канады    | 6 | 0 | 0 | 0 | 4   | 2   |
| 47 | Лео Комаров         | Ц       | Флаг Финляндии | 7 | 0 | 0 | 0 | 17  | 0   |
| 38 | Фрейзер Макларен    | Л       | Флаг Канады    | 1 | 0 | 0 | 0 | 2   | 0   |
| 53 | Майкл Костка        | З       | Флаг Канады    | 1 | 0 | 0 | 0 | 0   | -3  |
| 32 | Джо Колборн         | Ц       | Флаг Канады    | 2 | 0 | 0 | 0 | 0   | 0   |
| 34 | Джеймс Раймер       | В       | Флаг Канады    | 7 | 0 | 0 | 0 | 0   | 0   |

### Регулярный сезон. Вратари
| №  | Имя игрока    | Страна         | И  | Мин  | ГП | Ср   | В  | П | ОТП | %    | Сух |
| -- | ------------- | -------------- | -- | ---- | -- | ---- | -- | - | --- | ---- | --- |
| 34 | Джеймс Раймер | Флаг Канады    | 33 | 1856 | 76 | 2,46 | 19 | 8 | 5   | 92,4 | 4   |
| 30 | Бен Скривенс  | Флаг Канады    | 20 | 1025 | 46 | 2,69 | 7  | 9 | 0   | 91,5 | 2   |
| 40 | Юсси Рюнняс   | Флаг Финляндии | 1  | 10   | 0  | 0,00 | 0  | 0 | 0   | 1,0  | 0   |

| №  | Имя игрока    | Страна      | И | Мин | ГП | Ср   | В | П | %    | Сух |
| -- | ------------- | ----------- | - | --- | -- | ---- | - | - | ---- | --- |
| 34 | Джеймс Раймер | Флаг Канады | 7 | 438 | 21 | 2,88 | 3 | 4 | 92,3 | 0   |

## Изменения в составе

### Свободные агенты
| Дата           | Игрок           | Прежний клуб       |
| -------------- | --------------- | ------------------ |
| 2 июля 2012    | Джей Макклемент | Колорадо Эвеланш   |
| 21 июля 2012   | Кит Окойн       | Вашингтон Кэпиталз |
| 31 июля 2012   | Марк Фрэйзер    | Нью-Джерси Дэвилз  |
| 13 января 2013 | Майк Мотто      | Нью-Йорк Айлендерс |
| 2 апреля 2013  | Дрю Макинтайр   | Баффало Сейбрз     |

| Дата        | Игрок           | Новый клуб         |
| ----------- | --------------- | ------------------ |
| 1 июля 2012 | Колби Армстронг | Монреаль Канадиенс |
| 2 июля 2012 | Джоуи Крэбб     | Вашингтон Кэпиталз |
| 5 июля 2012 | Филипп Дюпуи    | Питтсбург Пингвинз |

### Обмены
| Дата           | В Торонто                       | Из клуба            | Взамен                |
| -------------- | ------------------------------- | ------------------- | --------------------- |
| 23 июня 2012   | выбор в 7 раунде 2012           | Виннипег Джетс      | Юнас Густавссон       |
| 24 июня 2012   | Джеймс ван Римсдайк             | Филадельфия Флайерз | Люк Шенн              |
| 17 января 2013 | выбор в 4 раунде 2014           | Финикс Койотис      | Мэттью Ломбарди       |
| 4 марта 2013   | выбор в 4 раунде 2014           | Эдмонтон Ойлерз     | Майк Браун            |
| 14 марта 2013  | Кевин Маршалл                   | Вашингтон Кэпиталз  | Николя Дешам          |
| 15 марта 2013  | Райан Лэш выбор в 7 раунде 2014 | Анахайм Дакс        | Дэйв Стекел           |
| 3 апреля 2013  | Райан О’Бёрн                    | Колорадо Эвеланш    | выбор в 4 раунде 2014 |

### Драфт отказов
| Дата           | Игрок            | Прежний клуб   |
| -------------- | ---------------- | -------------- |
| 31 января 2013 | Фрейзер Макларен | Сан-Хосе Шаркс |

| Дата           | Игрок     | Новый клуб         |
| -------------- | --------- | ------------------ |
| 17 января 2013 | Кит Окойн | Нью-Йорк Айлендерс |

### Драфт НХЛ
| Раунд | Общий номер | Игрок                 | Национальность |
| ----- | ----------- | --------------------- | -------------- |
| 1     | 5           | Морган Райлли (З)     | Канада         |
| 2     | 35          | Мэттью Финн (З)       | Канада         |
| 5     | 126         | Доминик Тонинато (ЦН) | США            |
| 6     | 156         | Коннор Браун (ЛН/ПН)  | Канада         |
| 6     | 157         | Райан Руперт (ЦН)     | Канада         |
| 7     | 209         | Виктор Лёв (З)        | Швеция         |